# حملة البحر المتوسط (1798)
تألفت حملة البحر المتوسط من سلسلة من العمليات العسكرية البحرية الكبرى التي قامت بها الحملة الفرنسية المتجهة إلى مصر تحت إمرة نابليون بونابرت إبان فترة حروب الثورة الفرنسية. سعت الجمهورية الفرنسية إلى احتلال مصر كأول مرحلة من خطة فرنسا لتهديد المستعمرة الهندية البريطانية وتمكين السلطان تيبو المعادي للإنجليز من الحكم، مما قد يضطر بريطانيا العظمى للجوء للسلام. في شهر مايو عام 1798 أبحر جيش قوامه 40,000 جندي على متن مئات السفن الفرنسية من مدينة تولون تحت إمرة نابليون بونابرت عبر البحر المتوسط في اتجاه جنوب الشرق. وفي نفس الوقت أبحر أسطول بريطاني صغير تحت قيادة اللواء هوراشيو نيلسون لمطاردة أسطول بونابرت، ولاحقًا انضمت إليه عدة سفن أخرى حتى وصل عددها إلى 13 سفينة حربية. واجه نيلسون صعوبة في مطاردة نابليون نظرًا لغياب البوارج الاستكشافية وعدم توفر معلومات استخبارية صحيحة. كان الهدف الأول من حملة بونابرت السيطرة على جزيرة مالطا الواقعة تحت سيطرة فرسان القديس يوحنا، إذ أنها مكنت صاحبها نظريًا من السيطرة على وسط البحر الأبيض المتوسط. رست سفن الفرنسيين على شاطئ الجزيرة وطغى الجنود الفرنسيين على دفاعاتها بسرعة خاطفة، ونجحوا في الاستيلاء على مدينة فاليتا قبل أن يستأنفوا رحلتهم إلى مصر. عندما علم نيلسون باحتلال مالطا من قبل بونابرت، خمّن أن الفرنسيين متجهون نحو مصر، وسارع بالإبحار إلى الإسكندرية، ولكنه تخطى الأسطول الفرنسي إبان ليلة 22 يونيو دون يلاحظه، ووصل إلى الشواطئ المصرية قبلهم.
عاد نيلسون أدراجه في اتجاه غرب البحر المتوسط بعدما عجز عن العثور على بونابرت وأسطوله، وانتهى به المطاف في صقلية في 19 يوليو، بينما وصل بونابرت إلى الإسكندرية واقتحمها، مما مكنه من الاستيلاء على الشاطئ المصري والسير بجيشه برًا إلى الداخل. مكث أسطول بونابرت راسيًا في خليخ أبي قير متخذًا تشكيلة خط المعركة، وكُلف فرانسوا–بول بروي دوجييه بقيادة الأسطول في غياب بونابرت. أفصحت الإفادات التي وصلت إلى مدينة كوروني عن الغزو الفرنسي لمصر، وفور وصول الأنباء إلى نيلسون أسرع بأسطوله عائدًا إلى الشواطئ المصرية، ووصل إلى أبي قير في 1 أغسطس. أمر نيلسون بمهاجمة طليعة الأسطول الفرنسي على الفور على الرغم من اقتراب حلول الظلام وعدم توفر خرائط كافية لأبي قير في يده. لم يكن بروي مستعدًا لهذا الهجوم، ولم تستطع سفنه أن تناور الأسطول البريطاني الذي انقسم إلى شعبتين وأحاط بالأسطول الفرنسي من الجهتين حتى تمكن الإنجليز من الاستيلاء على سفن الطليعة الخمسة، والاشتباك مع سفينة القائد الفرنسية «أورينت» ذات المائة وعشرين مدفعًا الواقعة في المنتصف. وفي تمام الساعة التاسعة مساءًا اشتعلت النيران في سفينة أورينت وانفجرت، مما أدى إلى مقتل معظم طاقمها وإنهاء المعركة الأساسية. وقعت بضعة مناوشات متقطعة ليومين تاليين حتى استولى الإنجليز على جميع السفن الفرنسية، أو دمروها، أو تركوها تلذ بالفرار. تُعرف تلك الواقعة بمعركة النيل، ودُمرت فيها أحد عشرة سفينة حربية وفرقاطتان، مما أدى إلى حبس نابليون داخل مصر وانقلاب موازين القوة لصالح الإنجليز في البحر الأبيض المتوسط.
تشجعت بضعة دول أخرى على الانضمام للتحالف الثاني وشن الحرب على فرنسا بعد هزيمة البحرية الفرنسية في البحر المتوسط. باشرت كلٌ من البرتغال، ومملكة نابولي، والإمبراطورية العثمانية، والإمبراطورية العثمانية بنشر قواتها في البحر المتوسط. شارك الروس والأتراك في حصار مصر وفي العمليات الحربية في البحر الأدرياتيكي، بينما شاركت البرتغال في حصار مالطا الذي أمر به نيلسون من بعيد وهو ماكث في مسكنه في نابولي. جُرح نيلسون في معركة النيل، وبعدها أصبح منخرطًا في سياسة مملكة نابولي، وشجع الملك فرديناند على شن الحرب ضد فرنسا، مما أدى إلى هزيمة فرديناند وخسارة مملكته. وفي الجانب الغربي من البحر المتوسط، أرسل فريق البحرية البريطانية جون جيرفيس (الذي قاد الأسطول البريطاني المتمركز في قادس) قواته ضد جزيرة منورقة، ونجح في الاستيلاء عليها بسرعة خاطفة وحولها إلى قاعدة بحرية مهمة.

## خلفية

### خطة بونابرت
في مستهل عام 1798، اُختتمت حرب التحالف الأول بسيطرة فرنسا على إيطاليا الشمالية، وأجزاء من أراضي البلدان المنخفضة وراينلاند بموجب معاهدة كامبو فورميو. وعقب ذلك توقفت جميع الدول التي كانت متحالفة ضد فرنسا عن مهاجمتها باستثناء بريطانيا العظمى، ولذلك كانت حكومة المديرين الفرنسية عازمة على إنهاء حروب الثورة الفرنسية عن طريق التخلص من بريطانيا. خطط الفرنسيون إلى سلسلة من الغزوات ضد الجزر البريطانية، وكُلف نائب الأميرال، نابليون بونابرت، البالغ من العمر 28 سنة، والذي هزم النمساويين في إيطاليا في العام المنصرم، بقيادة «جيش إنجلترا» الذي احتشد في مدينة بولوني سور مير. ولكن القناة الإنجليزية كانت واقعة تحت سيطرة البحرية الملكية البريطانية، ولم تكن مؤن الغزو الفرنسية (تحديدًا زوارق الإنزال) كافية لهذا الغرض.
في مستهل ربيع عام 1798، ترك بونابرت منصبه في بولوني وعاد إلى باريس، وأفاد المسؤولين بأن تفوق البحرية البريطانية في المياه الأوروبية الشمالية يعني استحالة نجاح الغزو المخطط له في المستقبل القريب. وبالتالي وجه بونابرت جهوده إلى الجنوب نحو مدينة تولون: الميناء الفرنسي الرئيسي المطل على البحر المتوسط، حيث شرع الفرنسيون في بناء جيش وأسطول بحري في مكان سري. وفي هذا الوقت ظن المعلقون الفرنسيون أن هذا الجيش يستهدف نطاقًا واسعًا من الأراضي بما يشمل بريطانيا، وصقلية، ومالطا، والقرم. ولكن الهدف الحقيقي من تلك البعثة هو احتلال مصر التي كانت تشكل حلقة وصل مهمة بين بريطانيا ومستعمراتها في الهند. كان بونابرت يرى أن الاستيلاء على مصر خطوة مهمة في إبطال المنفعة الاقتصادية التي تتمتع بها بريطانيا من التجارة مع الهند، وإجبار بريطانيا على الرضوخ لشروط فرنسا. في شهر أغسطس عام 1797 كتب بونابرت: «لا يعدو الأمر مسألة وقت فقط قبل أن يتضح لنا أن تدمير إنجلترا لن يتم إلا عن طريق الاستيلاء على مصر». إذا تمكنت فرنسا من احتلال مصر فسوف تسيطر على الجانب الشرقي من البحر المتوسط والبحر الأحمر، مما يؤدي إلى فرض تأخيرات جسيمة على البعثات التجارية بين بريطانيا والهند، مما قد يعرقل مساهمة التجارة البريطانية الهندية بقيمة 2.7 مليون جنيه استرليني (ما يعادل 280 مليون دولار في عام 2019) إلى الاقتصاد البريطاني. إلى جانب ذلك، يمكن لفرنسا أن تعقب على غزو مصر بهجوم مباشر على مستعمرة الهند البريطانية بالتزامن مع تمكين السلطان تيبو المُعادي للإنجليز من حكم الهند. لم يلقى الأسطول الفرنسي أي مقاومة أثناء إبحاره في البحر المتوسط بعدما وقعت فرنسا على معاهدة سان ألديفنسو 1796 التي ألزمت إسبانيا بالتحالف معها وإعلان الحرب على بريطانيا، ونتيجة لذلك انسحبت البحرية الملكية البريطانية من قواعدها العسكرية في البحر المتوسط الواقعة في كلٍ من كورسيكا وإلبا. وبحلول عام 1798، اتخذ أسطول البحرية البريطانية في البحر المتوسط نهر تاجة في البرتغال مقرًا له، إذ كانت البرتغال الحليف الوحيد لبريطانيا في أوروبا القارية. انتهز بونابرت فرصة غياب الأساطيل البريطانية في البحر المتوسط وانشغال إنجلترا بالتصدي للثورة الأيرلندية عام 1798، وباشر بخطته. إذ كان يعتقد اعتقادًا قويًا بأن بريطانيا لن تتمكن من عرقلة خططه حتى وإن تجلت لها.
أمر بونابرت بتجهيز 13 سفينة حربية بقيادة سفينة القائد «أورينت» ذات المائة وعشرين مدفعًا تحت إمرة الفريق فرانسوا–بول بروي دوجييه، إلى جانب عدة سفن حربية أصغر حجمًا بما يشمل بحرية البندقية بأكملها التي استولى عليها بونابرت في العام الماضي للتجهيز للحرب. رافق هذا الأسطول 400 سفينة نقل مُخصصة لحمل 35,000 جندي مُكلف بالاشتراك في الغزو. وفي 3 مايو، غادر بونابرت باريس ووصل إلى تولون بعد خمسة أيام للإشراف على المراحل الأخيرة من التجهيزات. وفي 9 مايو فحص بونابرت الجيش المحتشد وألقى عليه خطابًا أعلن فيه أن هذه الحملة متجهة نحو أرض أجنبية غير مُحددة. استقبل الجنود الخطاب بحماس شديد، وظهرت نسخة مُراجعة من هذا الخطاب في جريدة «لو مونيتور يونيفيرسل» وانتشرت على نطاق واسع في جميع أرجاء فرنسا على صورة ملصقات. على الرغم من إعلان بونابرت ببدأ الحملة، اضطر الجيش الفرنسي إلى تأخير ميعاد الرحيل بسبب وجود رياح معاكسة قوية منعت الأسطول من الإبحار لمدة 9 أيام. تحسنت أحوال الطقس في 18 مايو مما سمح للأسطول الفرنسي المتكون من 22 سفينة حربية و120 سفينة نقل بالإبحار في اليوم التالي.